# Manx Wildlife Trust
Le Manx Wildlife Trust est un organisme créé en 1973 ayant pour but la préservation de la vie sauvage et des sites naturels de l'Île de Man.
Composé de bénévoles, le Manx Wildlife Trust est une organisation indépendante bien que membre des Wildlife Trust, un des 47 Trusts du Royaume-Uni. Le Manx Wildlife Trust a sous sa responsabilité la gestion et la promotion de vingt sites totalisant plus de 200 acres de superficie dont deux sites urbanisés (un à Port Erin et un à Onchan). Les sites préservés sont variés car aussi bien formés de dunes que de forêts ou de prairies. Les visites du public sont organisées via trois centres d'interprétation et de visiteurs (Ayres, Port Erin et Scarlett à Castletown) qui proposent encadrement des visites de dix sites et documentation.

### Source
- (en) Manx Wildlife Trust - What We Do